# Амалия фон Бранденбург
Амалия фон Бранденбург (на немски: Amalie von Brandenburg; * 1 октомври 1461, Пласенбург, Кулмбах; † 3 септември 1481, Баден-Баден) от род Хоенцолерн, е принцеса от Бранденбург и чрез женитба пфалцграфиня и херцогиня на Пфалц-Цвайбрюкен и Велденц.

## Биография
Тя е най-възрастната дъщеря на Албрехт Ахилес (1414 – 1486), курфюрст на Бранденбург, и втората му съпруга Анна Саксонска (1437 – 1512), дъщеря на Фридрих II „Кроткия“, курфюрст на Саксония, и Маргарета Австрийска.
Амалия е сгодена на четири години за Каспар фон Цвайбрюкен, след като нейната по-голяма полусестра Маргарета (1453 – 1509) прекратила годежа си с него. На 19 април 1478 г. Амалия се омъжва в Цвайбрюкен за пфалцграф Каспар фон Цвайбрюкен (1458 – 1527) от фамилията Вителсбахи, първият син на пфалцграф и херцог Лудвиг I Черния (1424 – 1489). Двамата нямат деца. Амалия напуска съпруга си и се връща при баща си, когато при Каспар се забелязва голяма избухливост. Тя се разболява тежко отива във Вилдбад в Баден, където умира преди да навърши 20 години.